# Зондська дуга

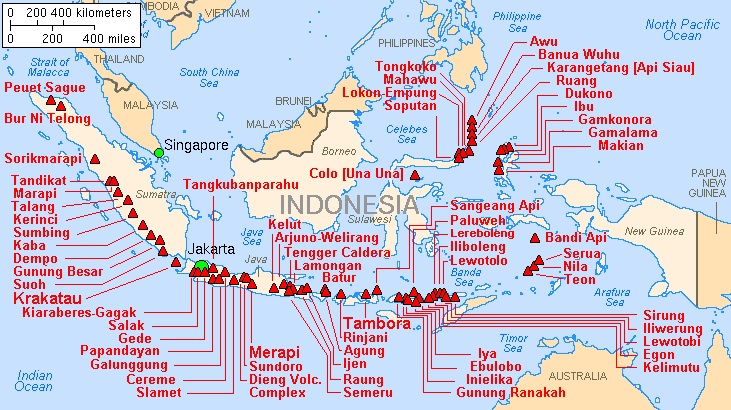
Мапа вулканів Індонезії

Зондська дуга (Сундська дуга)— вулканічна дуга, яка утворила острови Суматра, Нуса-Тенґара та Ява, Зондську протоку і Малі Зондські острови. 
Зондська дуга починається на Суматрі та закінчується на Флоресі, і прилягає до дуги Банда
 
Зондська дуга утворюється внаслідок субдукції Індо-Австралійської плити під Сундську та Бірманську плити зі швидкістю 63–70 мм/рік. 

## Формування та геологічні умови
Згідно з геодинамічними дослідженнями, базальти серединно-океанічного хребта утворюють більшу частину океанічного басейну на південь від Зондської дуги. 

Ці плити почали зближуватися на початку міоцену . 

Індо-Австралійська плита субдукує під Євразійську плиту з кутом падіння 49–56 градусів. 

Субдукція плити під Явою триває аж до нижньої мантії. 
Однак, плита, ймовірно, розколюється під островом Суматра. 

Записи глибин землетрусів свідчать про відсутність глибокої сейсмічної активності на Суматрі, ймовірно, через вік субдукуючого комплексу. 

Уздовж Зондської дуги виявлено два типи субдукцій: 1) ортогональна субдукція вздовж Яви та 2) коса субдукція на боці Суматри. 
Ці зони субдукції розділені Зондською протокою. 

## Визначні сейсмічні події
Через тривалу магматичну активність та характер зони субдукції, Зондська дуга протягом історії зазнала значні сейсмічні події. 
Ці події призвели до загибелі людей та величезних руйнувань уздовж узбережжя. Ось деякі з найбільших сейсмічних подій, які були зареєстровані.

### Цунамі в грудні 2004 року в Індійському океані
У 2004 році цунамі в Індійському океані було спричинене землетрусом магнітудою 9,15 балів поблизу острова Суматра. 

У районі Банда-Ачех висота цунамі сягала 35 метрів, що перевищило значення, зафіксоване до цієї події. 

### Цунамі в липні 2006 року, Західна та Центральна Ява, Індонезія
17 липня 2006 року стався землетрус і цунамі, які спричинили значні руйнування на Західній та Центральній Яві. 
Цунамі магнітудою 7,7 балів, спричинене землетрусом, вразило понад 250 км узбережжя та спричинило понад 600 смертей. 
Приблизна висота цунамі становила близько 4–6 метрів. 

## Історичні виверження та дуговий вулканізм
Зондська дуга є домівкою для одних з найнебезпечніших та найвибухонебезпечніших вулканів світу. 

Виверження вулкану Тамбора на Сумбаві 1815 року та виверження вулкану Самалас (1257) на Ломбоці 1257 року були одними з найбільших за останні два тисячоліття, отримали індекс 7 за шкалою VEI. 

Зона субдукції Зондської дуги також була місцем одного з найбільших відомих вивержень кайнозою, супервиверження Тоба VEI 8 на Суматрі , яке викинуло 2800 км³ магми приблизно 74 000 років тому. 

Утворена кальдера стала озером Тоба. Найгучніший шум в історії людства стався під час виверження Кракатау 1883 року і був чутний за 5000 км. 

Сотні тисяч людей загинули внаслідок цих вивержень та епізодів активності інших вулканів, включаючи Папандаян, Галунггунг, Мерапі, Келуд, Синабунг та Агунг.

### Вулканізм головної дуги
Головний вулканізм вздовж Зондської дуги головним чином походить від взаємодії Індо-Австралійської плити та Євразійської плити. 
Магма утворюється внаслідок часткового плавлення мантійного клина, що виштовхується флюїдами з плити, що субдукує. 
Крім того, вулканічні породи четвертинного періоду зазвичай демонструють більший вміст лужних речовин, ніж породи третинного періоду. 

Більшість базальтів дуги мають вапняно-лужний склад, за винятком деякої кількості калієвої лави у Східній Яві. 

### Задуговий вулканізм
Магма та лава задугової області, ймовірно, виникли з розплавлених матеріалів у глибших шарах мантії, що підтверджується вищим співвідношенням K₂O/Na₂O порівняно з іншими частинами Зондської дуги. 

Найвизначнішими вулканами в задуговій області є Ласем, Муріа та Бавеан, вулканічні породи яких мають складні хімічні особливості. 

## Основні острови

### Ява
Острів Ява розташований на сході Зондської дуги, між Суматрою та Балі. 

Товщина його океанічної кори становить приблизно 20–25 км. 

Через геологічну активність та тектонічну природу Зондської дуги, землетруси та вулканічна активність є звичайним явищем на острові Ява. 
.
Сучасні вулкани на Яві формуються в третинний період з типовими продуктами андезитового складу та поступово збільшують вміст лугу в четвертинний період. 
 
Вздовж острова Ява є приблизно 62 геотермальних поля, які можна використовувати для виробництва електроенергії. 

Ява також є центром видобутку золота та міді, де наявність цих епітермальних родовищ може бути пов'язана з активністю магматичної дуги 

з просторовим зв'язком між акадитовою магмою та порфіровими Cu-Au родовищами. 

#### Східна Ява
Більшість вулканічної активності на Східній Яві належить до плінієвого типу, який є вибуховим та викидає стовпи гарячих вулканічних уламків. 

Адіаційна магма, яка відрізняється від звичайної острівно-дугової магми, пов'язана з порфіровими відкладеннями. 

Існують докази того, що вулканічний комплекс Рінггіт-Бесер також виробляє калієву та магнезіальну лаву, що може бути результатом зменшення впливу матеріалу, пов'язаного з субдукцією. 

Найбільшим вулканом на Східній Яві є гора Бромо.

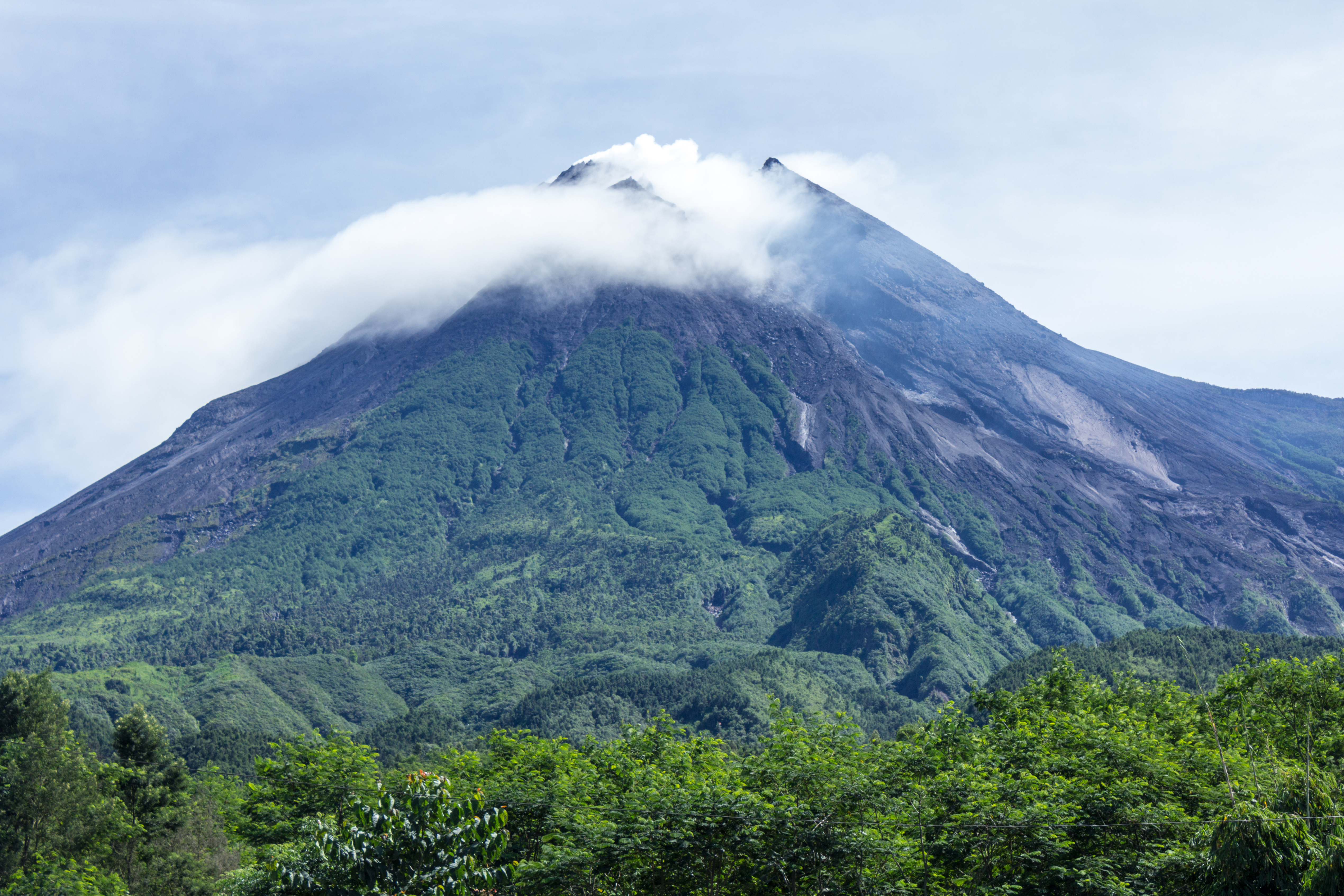
Гора Мерапі на острові Ява

#### Центральна Ява
На Центральній Яві існують дві основні дуги: Південна гірська дуга (англ. Southern Mountain Arc, SMA) та Сучасна вулканічна дуга (англ. Modern Volcanic Arc, MVA), які спричиняють часту вулканічну активність. 
 
Попередні дослідження показали, що SMA утворилася в середньому еоцені, 

а потім відбулася субдукція, яка призвела до утворення MVA в пізньому еоцені. 

На Центральній Яві знаходиться один з найвідоміших вулканів, Мерапі, а також інші великі вулкани, таких як Мербабу, Муріа та Сламет.
Мерапі — найактивніший вулкан в Індонезії, який вивергається періодично кожні 2–6 років 

і демонструє постійну вулканічну активність. 

Найдавніше виверження, за оцінками, відбулося приблизно 40 000 років тому. 

Найновіші значні виверження выдбултся в 1994, 2006 та 2010 роках. 
Виверження Мерапі може становити серйозну загрозу для життя людей та інфраструктури поблизу. 

Найновіша вулканічна активність спричинена обваленням лавового купола, що сприяє вибуховому виверженню андезитових матеріалів. 

#### Західна Ява
Вулканічна активність у цьому регіоні розпочалася приблизно з епохи пізньої крейди або плейстоцену. 

Існують дві основні вулканічні зони, які називаються вулканічним фронтом і задньою дугою із різними хімічним складом. 

Вулканічний розвиток північної частини Західної Яви розпочався раніше, у період пізньої крейди, тоді як вулканічний розвиток південної частини розвинувся пізніше, у міоцені. 

Геохімічне дослідження основних та мікроелементів й ізотопних сигнатур лави підтвердило стаціонарну субдукцію та постійне поповнення магми протягом приблизно 10 млн років. 

Вулканічні породи, знайдені на Західній Яві, датуються еоценом. 

Фундамент Західної Яви є континентальною літосферою, про що можна судити з асиміляції земною корою та забруднення вулканічних порід. 

Останнім великим виверженням, зареєстрованим у провінції, було виверження вулкана Галунггунг в 1982 році , із зафіксованим показником VEI 4. 

### Кракатау
Ввулкан на острові Анак-Кракатау зростає в середньому на 13 см на тиждень з 1950-х років. 
 
Спокійні періоди тривалістю кілька днів чергувалися з майже безперервними стромболіанськими виверженнями з 1994 року. 
У 1883 році виверження Кракатау спричинило цунамі, висотою 41 метр, з вибухом. 

Руйнування досягли Панами, яка знаходилася майже за 19 300 км від вулкану. 

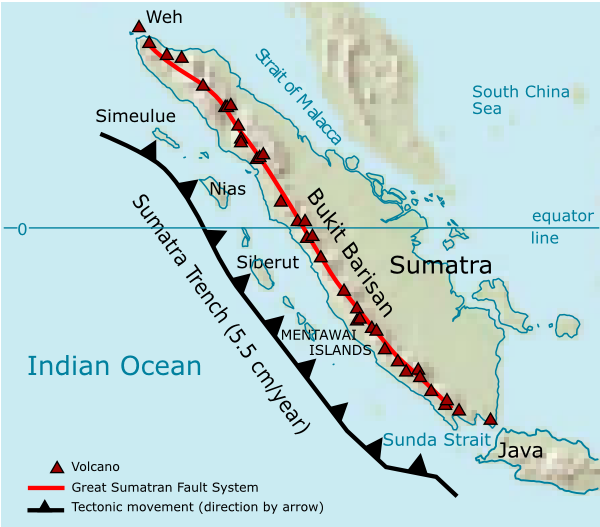
Карта субдукції навколо Суматри

### Суматра
Острів Суматра розташований у південно-західній частині Зондської дуги. 

Основною сейсмічною зоною Суматри є Суматранська система розломів, яка простягається з північного заходу на південний схід. 

Вік субдукуючої океанічної кори оцінюється приблизно від 50 до 90 млн років тому. 

Дослідження K/Ar показує, що магматизм, пов'язаний із субдукцією, на Суматрі розпочався приблизно на початку мезозою, згідно з даними, отриманими з плутонічного тіла в горах Барісан. 
 
Ключовою мінералізацією, виявленою на Суматрі, є епітермальні жили Au, Ag, Zn, Pb та інших металів, у яких ці рудні тіла корелюють з дуговим вулканізмом та інтрузивними тілами субвулканізму. 

Синабунг — стратовулкан з андезиту та дациту на плато Каро на Північній Суматрі, за 40 км від супервулкана озера Тоба. 
Він безперервно активний з 2013 року.

### Нуса-Тенгара
Нуса-Тенгара розташована на сході Зондської дуги. 
Інформація та дослідження на цьому острові є обмеженими порівняно з Явою через складність доступу. 

Загалом, острів складається з четвертинних вулканічних відкладень. 

Основними вулканами на Нуса-Тенгара є Келімуту, Ринджані та Тамбора, виверження якої в 1815 році призвело до глобальних кліматичних аномалій у наступному році, відомих як Рік без літа.
Сейсмічні дослідження показали скупчення сейсмічних подій під активними вулканами острівної дуги, які можуть бути результатом колізії. 